# Cove Creek
Cove Creek est une census-designated place située dans le comté de Watauga, dans l’État de Caroline du Nord, aux États-Unis. Lors du recensement de 2020, elle comptait 1 068 habitants.